# Walter Benjamin
Walter Benjamin (Berlin, 15. srpnja 1892. – Portbou, Španjolska, 26. rujna 1940.), njemački filozof, književnik i prevoditelj.
Bio je marksist, aktivan u intelektualnim krugovima europske ljevice. Od 1933. živio je u Parizu, a bježeći pred Gestapom iz okupirane Francuske u Španjolsku počinio je samoubojstvo. Bio je nemilosrdan i oštrouman kritičar građanskog društva i njegove kuluture.

## Djela
- "Podrijetlo njemačke tragedije"
- "Jednosmjerna ulica"
- "Prema kritici vlasti"